# Liga mistrů UEFA
Liga mistrů UEFA (anglicky UEFA Champions League) je fotbalová soutěž pořádaná Evropskou fotbalovou asociací (UEFA) pro nejlepší kluby evropských lig. Spolu s jihoamerickým Pohárem osvoboditelů je pohár z této soutěže nejslavnější klubovou trofejí na světě. Ligu mistrů nelze zaměňovat s Evropskou ligou, dříve Pohárem UEFA, druhou nejlepší evropskou klubovou soutěží. Vítěz LM postupuje na Mistrovství světa ve fotbale klubů a na začátku následující sezóny hraje proti vítězi Evropské ligy utkání o evropský Superpohár.
Současným držitelem trofeje je Paris Saint-Germain FC, který ve finále 31. května 2025 porazil Inter Milán 5:0. 

## Historie
Předchůdcem Ligy mistrů byl Pohár mistrů evropských zemí (PMEZ), který se poprvé hrál v sezóně 1955/56. V PMEZ se hrálo vyřazovacím způsobem, kdy v každém kole proti sobě dva týmy sehrály dva zápasy (každý tým hraje jednou doma a jednou venku) a ten s lepším skóre postoupil do dalšího kola. Účastnit se mohli vítězové domácích lig a obhájci trofejí. Systém byl podobný jako u jihoamerického Poháru osvoboditelů.
V sezóně 1992/93 byla soutěž přeorganizována do dnešní Ligy mistrů a i v následujících letech pak probíhaly menší úpravy.

## Hrací formát
Od sezóny 2024/25 má Liga mistrů čtyři předkola, ve kterých se o postup do hlavní fáze hraje vyřazovacím systémem dvou zápasů (doma–venku), a hlavní soutěž – tzv. ligovou fázi. Tu hraje 36 týmů, které jsou na konci skupinové fáze seřazeny dle výsledků do jedné tabulky. Nejlepších 24 týmů následně postupuje do vyřazovací fáze – prvních 8 přímo do osmifinále, týmy na 9.–24. místě pak do šestnáctifinále; vyřazovací fáze se hraje systémem dvou zápasů (doma–venku), kdy postupuje vždy mužstvo s lepším součtem skóre z obou zápasů, při rovnosti skóre se pak druhý zápas prodlužuje a případně rozhodují pokutové kopy. Finále se hraje na jediný zápas na předem určeném stadionu.

## Finalisté PMEZ a Ligy mistrů
| Sezóna                  | Stadion | Vítěz                  | Skóre                                  | Finalista                | Linky |
| ----------------------- | --- | ---------------------- | -------------------------------------- | ------------------------ | ----- |
| 1955 / 1956 Podrobnosti | Parc des Princes, Paříž | Real Madrid            | 4:3                                    | Stade Reims              |       |
| 1956 / 1957 Podrobnosti | Santiago Bernabéu, Madrid | Real Madrid            | 2:0                                    | AC Fiorentina            |       |
| 1957 / 1958 Podrobnosti | Heysel Stadium, Brusel | Real Madrid            | 3:2 v prodloužení                      | AC Milán                 |       |
| 1958 / 1959 Podrobnosti | Neckarstadion, Stuttgart | Real Madrid            | 2:0                                    | Stade Reims              |       |
| 1959 / 1960 Podrobnosti | Hampden Park, Glasgow | Real Madrid            | 7:3                                    | Eintracht Frankfurt      |       |
| 1960 / 1961 Podrobnosti | Wankdorf Stadium, Bern | Benfica Lisabon        | 3:2                                    | FC Barcelona             |       |
| 1961 / 1962 Podrobnosti | Olympisch Stadion, Amsterdam | Benfica Lisabon        | 5:3                                    | Real Madrid              |       |
| 1962 / 1963 Podrobnosti | Wembley Stadium, Londýn | AC Milán               | 2:1                                    | Benfica Lisabon          |       |
| 1963 / 1964 Podrobnosti | Ernst-Happel-Stadion, Vídeň | FC Inter Milán         | 3:1                                    | Real Madrid              |       |
| 1964 / 1965 Podrobnosti | San Siro, Milán | FC Inter Milán         | 1:0                                    | Benfica Lisabon          |       |
| 1965 / 1966 Podrobnosti | Heysel Stadium, Brusel | Real Madrid            | 2:1                                    | FK Partizan              |       |
| 1966 / 1967 Podrobnosti | Estádio Nacional, Lisabon | Celtic FC              | 2:1                                    | FC Inter Milán           |       |
| 1967 / 1968 Podrobnosti | Wembley Stadium, Londýn | Manchester United FC   | 4:1 v prodloužení                      | Benfica Lisabon          |       |
| 1968 / 1969 Podrobnosti | Santiago Bernabéu, Madrid | AC Milán               | 4:1                                    | AFC Ajax                 |       |
| 1969 / 1970 Podrobnosti | San Siro, Milán | Feyenoord Rotterdam    | 2:1 v prodloužení                      | Celtic FC                |       |
| 1970 / 1971 Podrobnosti | Wembley Stadium, Londýn | AFC Ajax               | 2:0                                    | Panathinaikos Athény     |       |
| 1971 / 1972 Podrobnosti | Feijenoord Stadion, Rotterdam | AFC Ajax               | 2:0                                    | FC Inter Milán           |       |
| 1972 / 1973 Podrobnosti | Stadion Crvena Zvezda, Bělehrad | AFC Ajax               | 1:0                                    | Juventus FC              |       |
| 1973 / 1974 Podrobnosti | Heysel Stadium, Brusel | FC Bayern Mnichov      | 1:1 po prodloužení 4:0 opakovaný zápas | Atlético Madrid          |       |
| 1974 / 1975 Podrobnosti | Parc des Princes, Paříž | FC Bayern Mnichov      | 2:0                                    | Leeds United FC          |       |
| 1975 / 1976 Podrobnosti | Hampden Park, Glasgow | FC Bayern Mnichov      | 1:0                                    | AS Saint-Etienne         |       |
| 1976 / 1977 Podrobnosti | Stadio Olimpico, Řím | Liverpool FC           | 3:1                                    | Borussia Mönchengladbach |       |
| 1977 / 1978 Podrobnosti | Wembley Stadium, Londýn | Liverpool FC           | 1:0                                    | Club Brugge KV           |       |
| 1978 / 1979 Podrobnosti | Olympiastadion, Mnichov | Nottingham Forest      | 1:0                                    | Malmö FF                 |       |
| 1979 / 1980 Podrobnosti | Santiago Bernabéu, Madrid | Nottingham Forest      | 1:0                                    | Hamburger SV             |       |
| 1980 / 1981 Podrobnosti | Parc des Princes, Paříž | Liverpool FC           | 1:0                                    | Real Madrid              |       |
| 1981 / 1982 Podrobnosti | Feijenoord Stadion, Rotterdam | Aston Villa            | 1:0                                    | FC Bayern Mnichov        |       |
| 1982 / 1983 Podrobnosti | Spiros Louis Stadium, Athény | Hamburger SV           | 1:0                                    | Juventus FC              |       |
| 1983 / 1984 Podrobnosti | Stadio Olimpico, Řím | Liverpool FC           | 1:1 po prodloužení 4:2 na penalty      | AS Řím                   |       |
| 1984 / 1985 Podrobnosti | Heysel Stadium, Brusel | Juventus FC            | 1:0                                    | Liverpool FC             |       |
| 1984 / 1985 Podrobnosti | Během zápasu došlo k tragédii, o život přišlo 39 diváků; následkem bylo pětileté vyloučení všech anglických klubů ze všech soutěží UEFA. |                        |                                        |                          |       |
| 1985 / 1986 Podrobnosti | Sánchez Pizjuán, Sevilla | FC Steaua București    | 0:0 po prodloužení 2:0 na penalty      | FC Barcelona             |       |
| 1986 / 1987 Podrobnosti | Ernst-Happel-Stadion, Vídeň | FC Porto               | 2:1                                    | FC Bayern Mnichov        |       |
| 1987 / 1988 Podrobnosti | Neckarstadion, Stuttgart | PSV Eindhoven          | 0:0 po prodloužení 6:5 na penalty      | Benfica Lisabon          |       |
| 1988 / 1989 Podrobnosti | Camp Nou, Barcelona | AC Milán               | 4:0                                    | FC Steaua București      |       |
| 1989 / 1990 Podrobnosti | Ernst-Happel-Stadion, Vídeň | AC Milán               | 1:0                                    | Benfica Lisabon          |       |
| 1990 / 1991 Podrobnosti | Stadio San Nicola, Bari | FK Crvena zvezda       | 0:0 po prodloužení 5:3 na penalty      | Olympique Marseille      |       |
| 1991 / 1992 Podrobnosti | Wembley Stadium, Londýn | FC Barcelona           | 1:0 v prodloužení                      | UC Sampdoria             |       |
| 1992 / 1993 Podrobnosti | Olympiastadion, Mnichov | Olympique Marseille    | 1:0                                    | AC Milán                 |       |
| 1992 / 1993 Podrobnosti | Mužstvu Marseille bylo příští rok zakázáno obhajovat titul po skandálu ve francouzské lize s ovlivňováním zápasů.                        |                        |                                        |                          |       |
| 1993 / 1994 Podrobnosti | Spiros Louis Stadium, Athény | AC Milán               | 4:0                                    | FC Barcelona             |       |
| 1994 / 1995 Podrobnosti | Ernst-Happel-Stadion, Vídeň | AFC Ajax               | 1:0                                    | AC Milán                 |       |
| 1995 / 1996 Podrobnosti | Stadio Olimpico, Řím | Juventus FC            | 1:1 po prodloužení 4:2 na penalty      | AFC Ajax                 |       |
| 1996 / 1997 Podrobnosti | Olympiastadion, Mnichov | Borussia Dortmund      | 3:1                                    | Juventus FC              |       |
| 1997 / 1998 Podrobnosti | Amsterdam ArenA, Amsterdam | Real Madrid            | 1:0                                    | Juventus FC              |       |
| 1998 / 1999 Podrobnosti | Camp Nou, Barcelona | Manchester United FC   | 2:1                                    | FC Bayern Mnichov        |       |
| 1999 / 2000 Podrobnosti | Stade de France, Saint-Denis | Real Madrid            | 3:0                                    | Valencia CF              |       |
| 2000 / 2001 Podrobnosti | San Siro, Milán | FC Bayern Mnichov      | 1:1 po prodloužení 5:4 na penalty      | Valencia CF              |       |
| 2001 / 2002 Podrobnosti | Hampden Park, Glasgow | Real Madrid            | 2:1                                    | Bayer 04 Leverkusen      |       |
| 2002 / 2003 Podrobnosti | Old Trafford, Manchester | AC Milán               | 0:0 po prodloužení 3:2 na penalty      | Juventus FC              |       |
| 2003 / 2004 Podrobnosti | Arena AufSchalke, Gelsenkirchen | FC Porto               | 3:0                                    | AS Monaco FC             |       |
| 2004 / 2005 Podrobnosti | Atatürkův olympijský stadion, Istanbul                                                                                                   | Liverpool FC           | 3:3 po prodloužení 3:2 na penalty      | AC Milán                 |       |
| 2005 / 2006 Podrobnosti | Stade de France, Saint-Denis, Paříž | FC Barcelona           | 2:1                                    | Arsenal FC               |       |
| 2006 / 2007 Podrobnosti | Olympijský stadion, Athény | AC Milán               | 2:1                                    | Liverpool FC             |       |
| 2007 / 2008 Podrobnosti | Lužniki, Moskva | Manchester United      | 1:1 po prodloužení 6:5 na penalty      | Chelsea FC               |       |
| 2008 / 2009 Podrobnosti | Stadio Olimpico, Řím | FC Barcelona           | 2:0                                    | Manchester United        |       |
| 2009 / 2010 Podrobnosti | Santiago Bernabéu, Madrid | FC Inter Milán         | 2:0                                    | FC Bayern Mnichov        |       |
| 2010 / 2011 Podrobnosti | New Wembley Stadium, Londýn | FC Barcelona           | 3:1                                    | Manchester United        |       |
| 2011 / 2012 Podrobnosti | Allianz Arena, Mnichov | Chelsea FC             | 1:1 po prodloužení 4:3 na penalty      | FC Bayern Mnichov        |       |
| 2012 / 2013 Podrobnosti | New Wembley Stadium, Londýn | FC Bayern Mnichov      | 2:1                                    | Borussia Dortmund        |       |
| 2013 / 2014 Podrobnosti | Estádio da Luz, Lisabon | Real Madrid            | 4:1 po prodloužení                     | Atlético Madrid          |       |
| 2014 / 2015 Podrobnosti | Olympiastadion, Berlín | FC Barcelona           | 3:1                                    | Juventus FC              |       |
| 2015 / 2016 Podrobnosti | San Siro, Milán | Real Madrid            | 1:1 po prodloužení 5:3 na penalty      | Atlético Madrid          |       |
| 2016 / 2017 Podrobnosti | Millennium Stadium, Cardiff | Real Madrid            | 4:1                                    | Juventus FC              |       |
| 2017 / 2018 Podrobnosti | NSC Olimpiyskiy Stadium, Kyjev | Real Madrid            | 3:1                                    | Liverpool FC             |       |
| 2018 / 2019 Podrobnosti | Wanda Metropolitano, Madrid | Liverpool FC           | 2:0                                    | Tottenham Hotspur FC     |       |
| 2019 / 2020 Podrobnosti | Estádio da Luz, Lisabon | FC Bayern Mnichov      | 1:0                                    | Paris Saint-Germain FC   |       |
| 2020 / 2021 Podrobnosti | Estádio do Dragão, Porto | Chelsea FC             | 1:0                                    | Manchester City FC       |       |
| 2021 / 2022 Podrobnosti | Stade de France, Saint-Denis, Paříž | Real Madrid            | 1:0                                    | Liverpool FC             |       |
| 2022 / 2023 Podrobnosti | Atatürkův olympijský stadion, Istanbul                                                                                                   | Manchester City FC     | 1:0                                    | FC Inter Milán           |       |
| 2023 / 2024 Podrobnosti | New Wembley Stadium, Londýn | Real Madrid            | 2:0                                    | Borussia Dortmund        |       |
| 2024 / 2025 Podrobnosti | Allianz Arena, Mnichov | Paris Saint-Germain FC | 5:0                                    | FC Inter Milán           |       |
| 2025 / 2026 Podrobnosti | Puskás Aréna, Budapešť |                        |                                        |                          |       |

## Tabulka finalistů podle klubů
| Klub                     | Vítězství | 2. místo | Roky vítězství                                                                           | Roky porážek ve finále                   |
| ------------------------ | --------- | -------- | ---------------------------------------------------------------------------------------- | ---------------------------------------- |
| Real Madrid              | 15        | 3        | 1956, 1957, 1958, 1959, 1960, 1966, 1998, 2000, 2002, 2014, 2016, 2017, 2018, 2022, 2024 | 1962, 1964, 1981                         |
| AC Milán                 | 7         | 4        | 1963, 1969, 1989, 1990, 1994, 2003, 2007                                                 | 1958, 1993, 1995, 2005                   |
| FC Bayern Mnichov        | 6         | 5        | 1974, 1975, 1976, 2001, 2013, 2020                                                       | 1982, 1987, 1999, 2010, 2012             |
| Liverpool FC             | 6         | 4        | 1977, 1978, 1981, 1984, 2005, 2019                                                       | 1985, 2007, 2018, 2022                   |
| FC Barcelona             | 5         | 3        | 1992, 2006, 2009, 2011, 2015                                                             | 1961, 1986, 1994                         |
| AFC Ajax                 | 4         | 2        | 1971, 1972, 1973, 1995                                                                   | 1969, 1996                               |
| Manchester United        | 3         | 2        | 1968, 1999, 2008                                                                         | 2009, 2011                               |
| FC Inter Milán           | 3         | 4        | 1964, 1965, 2010                                                                         | 1967, 1972, 2023, 2025                   |
| Juventus Turín           | 2         | 7        | 1985, 1996                                                                               | 1973, 1983, 1997, 1998, 2003, 2015, 2017 |
| Benfica Lisabon          | 2         | 5        | 1961, 1962                                                                               | 1963, 1965, 1968, 1988, 1990             |
| Chelsea FC               | 2         | 1        | 2012, 2021                                                                               | 2008                                     |
| Nottingham Forest FC     | 2         | 0        | 1979, 1980                                                                               | -                                        |
| FC Porto                 | 2         | 0        | 1987, 2004                                                                               | -                                        |
| Borussia Dortmund        | 1         | 2        | 1997                                                                                     | 2013, 2024                               |
| Celtic FC                | 1         | 1        | 1967                                                                                     | 1970                                     |
| Hamburger SV             | 1         | 1        | 1983                                                                                     | 1980                                     |
| FC Steaua București      | 1         | 1        | 1986                                                                                     | 1989                                     |
| Olympique Marseille      | 1         | 1        | 1993                                                                                     | 1991                                     |
| Manchester City FC       | 1         | 1        | 2023                                                                                     | 2021                                     |
| Paris Saint-Germain FC   | 1         | 1        | 2025                                                                                     | 2020                                     |
| Feyenoord Rotterdam      | 1         | 0        | 1970                                                                                     | -                                        |
| Aston Villa              | 1         | 0        | 1982                                                                                     | -                                        |
| PSV Eindhoven            | 1         | 0        | 1988                                                                                     | -                                        |
| FK Crvena zvezda         | 1         | 0        | 1991                                                                                     | -                                        |
| Atlético Madrid          | 0         | 3        | –                                                                                        | 1974, 2014, 2016                         |
| Stade Reims              | 0         | 2        | –                                                                                        | 1956, 1959                               |
| Valencia CF              | 0         | 2        | –                                                                                        | 2000, 2001                               |
| ACF Fiorentina           | 0         | 1        | –                                                                                        | 1957                                     |
| Eintracht Frankfurt      | 0         | 1        | –                                                                                        | 1960                                     |
| FK Partizan              | 0         | 1        | –                                                                                        | 1966                                     |
| Panathinaikos Athény     | 0         | 1        | –                                                                                        | 1971                                     |
| Leeds United FC          | 0         | 1        | –                                                                                        | 1975                                     |
| AS Saint-Étienne         | 0         | 1        | –                                                                                        | 1976                                     |
| Borussia Mönchengladbach | 0         | 1        | –                                                                                        | 1977                                     |
| Club Brugge              | 0         | 1        | –                                                                                        | 1978                                     |
| Malmö FF                 | 0         | 1        | –                                                                                        | 1979                                     |
| AS Řím                   | 0         | 1        | -                                                                                        | 1984                                     |
| UC Sampdoria             | 0         | 1        | –                                                                                        | 1992                                     |
| Bayer 04 Leverkusen      | 0         | 1        | –                                                                                        | 2002                                     |
| AS Monaco FC             | 0         | 1        | –                                                                                        | 2004                                     |
| Arsenal FC               | 0         | 1        | –                                                                                        | 2006                                     |
| Tottenham Hotspur FC     | 0         | 1        | –                                                                                        | 2019                                     |

## Tabulka trenérů
| Sezona      | Trenér vítěze       | Vítěz                  | Trenér finalisty     | Finalista                |
| ----------- | ------------------- | ---------------------- | -------------------- | ------------------------ |
| 2024 / 2025 | Luis Enrique        | Paris Saint-Germain FC | Simone Inzaghi       | FC Inter Milán           |
| 2023 / 2024 | Carlo Ancelotti     | Real Madrid            | Edin Terzić          | Borussia Dortmund        |
| 2022 / 2023 | Pep Guardiola       | Manchester City FC     | Simone Inzaghi       | FC Inter Milán           |
| 2021 / 2022 | Carlo Ancelotti     | Real Madrid            | Jürgen Klopp         | Liverpool FC             |
| 2020 / 2021 | Thomas Tuchel       | Chelsea FC             | Pep Guardiola        | Manchester City FC       |
| 2019 / 2020 | Hans-Dieter Flick   | FC Bayern Mnichov      | Thomas Tuchel        | Paris Saint-Germain FC   |
| 2018 / 2019 | Jürgen Klopp        | Liverpool FC           | Mauricio Pochettino  | Tottenham Hotspur FC     |
| 2017 / 2018 | Zinédine Zidane     | Real Madrid            | Jürgen Klopp         | Liverpool FC             |
| 2016 / 2017 | Zinédine Zidane     | Real Madrid            | Massimiliano Allegri | Juventus FC              |
| 2015 / 2016 | Zinédine Zidane     | Real Madrid            | Diego Simeone        | Atlético Madrid          |
| 2014 / 2015 | Luis Enrique        | FC Barcelona           | Massimiliano Allegri | Juventus FC              |
| 2013 / 2014 | Carlo Ancelotti     | Real Madrid            | Diego Simeone        | Atlético Madrid          |
| 2012 / 2013 | Jupp Heynckes       | FC Bayern Mnichov      | Jürgen Klopp         | Borussia Dortmund        |
| 2011 / 2012 | Roberto Di Matteo   | Chelsea FC             | Jupp Heynckes        | FC Bayern Mnichov        |
| 2010 / 2011 | Pep Guardiola       | FC Barcelona           | Alex Ferguson        | Manchester United        |
| 2009 / 2010 | José Mourinho       | FC Inter Milán         | Louis van Gaal       | FC Bayern Mnichov        |
| 2008 / 2009 | Pep Guardiola       | FC Barcelona           | Alex Ferguson        | Manchester United        |
| 2007 / 2008 | Alex Ferguson       | Manchester United FC   | Avram Grant          | Chelsea FC               |
| 2006 / 2007 | Carlo Ancelotti     | AC Milán               | Rafael Benítez       | Liverpool FC             |
| 2005 / 2006 | Frank Rijkaard      | FC Barcelona           | Arsène Wenger        | Arsenal FC               |
| 2004 / 2005 | Rafael Benítez      | Liverpool FC           | Carlo Ancelotti      | AC Milán                 |
| 2003 / 2004 | José Mourinho       | FC Porto               | Didier Deschamps     | AS Monaco FC             |
| 2002 / 2003 | Carlo Ancelotti     | AC Milán               | Marcello Lippi       | Juventus FC              |
| 2001 / 2002 | Vicente del Bosque  | Real Madrid            | Klaus Toppmöller     | Bayer 04 Leverkusen      |
| 2000 / 2001 | Ottmar Hitzfeld     | FC Bayern Mnichov      | Héctor Cúper         | Valencia CF              |
| 1999 / 2000 | Vicente del Bosque  | Real Madrid            | Héctor Cúper         | Valencia CF              |
| 1998 / 1999 | Alex Ferguson       | Manchester United FC   | Ottmar Hitzfeld      | FC Bayern Mnichov        |
| 1997 / 1998 | Jupp Heynckes       | Real Madrid            | Marcello Lippi       | Juventus FC              |
| 1996 / 1997 | Ottmar Hitzfeld     | Borussia Dortmund      | Marcello Lippi       | Juventus FC              |
| 1995 / 1996 | Marcello Lippi      | Juventus FC            | Louis van Gaal       | AFC Ajax                 |
| 1994 / 1995 | Louis van Gaal      | AFC Ajax               | Fabio Capello        | AC Milán                 |
| 1993 / 1994 | Fabio Capello       | AC Milán               | Johan Cruijff        | FC Barcelona             |
| 1992 / 1993 | Raymond Goethals    | Olympique Marseille    | Fabio Capello        | AC Milán                 |
| 1991 / 1992 | Johan Cruijff       | FC Barcelona           | Vujadin Boškov       | UC Sampdoria             |
| 1990 / 1991 | Ljubomir Petrović   | FK Crvena zvezda       | Raymond Goethals     | Olympique Marseille      |
| 1989 / 1990 | Arrigo Sacchi       | AC Milán               | Sven-Göran Eriksson  | Benfica Lisabon          |
| 1988 / 1989 | Arrigo Sacchi       | AC Milán               | Anghel Iordănescu    | FC Steaua București      |
| 1987 / 1988 | Guus Hiddink        | PSV Eindhoven          | Toni                 | Benfica Lisabon          |
| 1986 / 1987 | Artur Jorge         | FC Porto               | Udo Lattek           | FC Bayern Mnichov        |
| 1985 / 1986 | Emerich Jenei       | FC Steaua București    | Terry Venables       | FC Barcelona             |
| 1984 / 1985 | Giovanni Trapattoni | Juventus FC            | Joe Fagan            | Liverpool FC             |
| 1983 / 1984 | Joe Fagan           | Liverpool FC           | Nils Liedholm        | AS Řím                   |
| 1982 / 1983 | Ernst Happel        | Hamburger SV           | Giovanni Trapattoni  | Juventus FC              |
| 1981 / 1982 | Tony Barton         | Aston Villa            | Pál Csernai          | FC Bayern Mnichov        |
| 1980 / 1981 | Bob Paisley         | Liverpool FC           | Vujadin Boškov       | Real Madrid              |
| 1979 / 1980 | Brian Clough        | Nottingham Forest      | Branko Zebec         | Hamburger SV             |
| 1978 / 1979 | Brian Clough        | Nottingham Forest      | Robert Houghton      | Malmö FF                 |
| 1977 / 1978 | Bob Paisley         | Liverpool FC           | Ernst Happel         | Club Brugge KV           |
| 1976 / 1977 | Bob Paisley         | Liverpool FC           | Udo Lattek           | Borussia Mönchengladbach |
| 1975 / 1976 | Dettmar Cramer      | FC Bayern Mnichov      | Robert Herbin        | AS Saint-Etienne         |
| 1974 / 1975 | Dettmar Cramer      | FC Bayern Mnichov      | Jimmy Armfield       | Leeds United FC          |
| 1973 / 1974 | Udo Lattek          | FC Bayern Mnichov      | Juan Carlos Lorenzo  | Atlético Madrid          |
| 1972 / 1973 | Ștefan Kovács       | AFC Ajax               | Čestmír Vycpálek     | Juventus FC              |
| 1971 / 1972 | Ștefan Kovács       | AFC Ajax               | Giovanni Invernizzi  | FC Inter Milán           |
| 1970 / 1971 | Rinus Michels       | AFC Ajax               | Ferenc Puskás        | Panathinaikos Athény     |
| 1969 / 1970 | Ernst Happel        | Feyenoord Rotterdam    | Jock Stein           | Celtic FC                |
| 1968 / 1969 | Nereo Rocco         | AC Milán               | Rinus Michels        | AFC Ajax                 |
| 1967 / 1968 | Matt Busby          | Manchester United FC   | Otto Gloria          | Benfica Lisabon          |
| 1966 / 1967 | Jock Stein          | Celtic FC              | Helenio Herrera      | FC Inter Milán           |
| 1965 / 1966 | Miguel Muñoz        | Real Madrid            | Abdullah Gegic       | FK Partizan              |
| 1964 / 1965 | Helenio Herrera     | FC Inter Milán         | Elek Schwartz        | Benfica Lisabon          |
| 1963 / 1964 | Helenio Herrera     | FC Inter Milán         | Miguel Muñoz         | Real Madrid              |
| 1962 / 1963 | Nereo Rocco         | AC Milán               | Fernando Riera       | Benfica Lisabon          |
| 1961 / 1962 | Béla Guttmann       | Benfica Lisabon        | Miguel Muñoz         | Real Madrid              |
| 1960 / 1961 | Béla Guttmann       | Benfica Lisabon        | Enrique Oriozola     | FC Barcelona             |
| 1959 / 1960 | Miguel Muñoz        | Real Madrid            | Paul Oßwald          | Eintracht Frankfurt      |
| 1958 / 1959 | Luis Carniglia      | Real Madrid            | Albert Batteux       | Stade Reims              |
| 1957 / 1958 | Luis Carniglia      | Real Madrid            | Giuseppe Viani       | AC Milán                 |
| 1956 / 1957 | José Villalonga     | Real Madrid            | Fulvio Bernardini    | AC Fiorentina            |
| 1955 / 1956 | José Villalonga     | Real Madrid            | Albert Batteux       | Stade Reims              |

## Vybrané statistiky

### Nejvíce vstřelených gólů v soutěži
Statistika k 20. 6. 2023, statistika je uvedena jako počet gólů / počet zápasů).
- 140/183  Cristiano Ronaldo:  Manchester United FC – 21/59,  Real Madrid – 105/101,  Juventus – 14/23
- 129/163  Lionel Messi:  FC Barcelona – 120/149,  Paris Saint-Germain – 9/14
- 91/111  Robert Lewandowski:  Borussia Dortmund – 17/28,  Bayern Mnichov – 69/78,  FC Barcelona – 5/5
- 90/152  Karim Benzema:  Lyon – 12/19,  Real Madrid – 78/133
- 71/142  Raúl González:  Real Madrid – 66/130,  FC Schalke 04 – 5/12

### Nejvíce vstřelených gólů hráče za zápas
Kvalifikační fáze:
5 gólů
 Mihails Miholaps – 21. 7. 1999, 1. předkolo LM 1999/00 v dresu Skonto FC proti Jeunesse Esch
 David Lafata – 15. 7. 2014, 2. předkolo LM 2014/15 v dresu AC Sparta Praha proti FCI Levadia Tallinn
Hlavní fáze (základní skupiny + play-off):
5 gólů
 Lionel Messi – 7. 3. 2012, odveta osmifinále LM 2011/12 v dresu FC Barcelona proti Bayeru Leverkusen
 Luiz Adriano – 21. 10. 2014, základní skupina H LM 2014/15 v dresu FK Šachtar Doněck proti FK BATE

## Čeští účastníci Ligy mistrů a PMEZ
Českými kluby s nejvíce účastmi v hlavní fázi soutěže jsou Dukla Praha a AC Sparta Praha. Sparta v sezóně 1991/92 obsadila 2. místo v semifinálové skupině PMEZ (3.–4. místo celkem), což je největší úspěch českého klubu v mezinárodních soutěžích, v semifinále byla také Dukla Praha v sezóně 1966/67. Dřívějšího PMEZ se zúčastnil ještě FC Baník Ostrava, který v sezóně 1980/1981 postoupil do čtvrtfinále, a Spartak Hradec Králové, který do čtvrtfinále postoupil v sezóně 1960/1961. Další kluby si zahrály pouze kvalifikaci.
Dalším týmem, které se zúčastnil hlavní fáze soutěže, byla SK Slavia Praha. Ta se do Ligy mistrů dostala na 6. pokus v sezoně 2007/08, kde v základní skupině uhrála 3. místo (takže v LM skončila a pokračovala v Poháru UEFA); další sezónou s účastí je 2019/20. V sezónách 2011/12, 2013/14, 2018/19 a 2022/23 do LM postoupila FC Viktoria Plzeň.

### PMEZ – týmy
| Počet účastí | Tým                    | Ročníky                                                                                  |
| ------------ | ---------------------- | ---------------------------------------------------------------------------------------- |
| 10           | Dukla Praha            | 1957–58, 1958–59, 1961–62, 1962–63, 1963–64, 1964–65, 1966–67, 1977–78, 1979–80, 1982–83 |
| 9            | AC Sparta Praha        | 1965–66, 1967–68, 1984–85, 1985–86, 1987–88, 1988–89, 1989–90, 1990–91, 1991–92          |
| 3            | Baník Ostrava          | 1976–77, 1980–81, 1981–82                                                                |
| 1            | Spartak Hradec Králové | 1960–61                                                                                  |
| 1            | Zbrojovka Brno         | 1978–79                                                                                  |
| 1            | Bohemians Praha        | 1983–84                                                                                  |
| 1            | TJ Vítkovice           | 1986–87                                                                                  |
| Celkem 27    |                        |                                                                                          |

| Fáze soutěže                             | Tým                    | Ročník                    |
| ---------------------------------------- | ---------------------- | ------------------------- |
| Semifinále (poslední 4 týmy)             | Dukla Praha            | 1966–67                   |
| Čtvrtfinále (posledních 8 týmů)          | Dukla Praha            | 1961–62, 1962–63, 1963–64 |
| Čtvrtfinále (posledních 8 týmů)          | AC Sparta Praha        | 1965–66, 1967–68, 1984–85 |
| Čtvrtfinále (posledních 8 týmů)          | Spartak Hradec Králové | 1960–61                   |
| Čtvrtfinále (posledních 8 týmů)          | Baník Ostrava          | 1980–81                   |
| Semifinálová skupina (posledních 8 týmů) | AC Sparta Praha        | 1991–92                   |

### Liga mistrů – týmy
| Počet účastí | Tým               | Ročníky                                                                  |
| ------------ | ----------------- | ------------------------------------------------------------------------ |
| 8            | AC Sparta Praha   | 1997–98, 1999–2000, 2000–01, 2001–02, 2003–04, 2004–05, 2005–06, 2024–25 |
| 4            | FC Viktoria Plzeň | 2011–12, 2013–14, 2018–19, 2022–23                                       |
| 2            | SK Slavia Praha   | 2007–08, 2019–20                                                         |
| Celkem 14    |                   |                                                                          |

| Fáze soutěže                    | Tým               | Ročník                                      |
| ------------------------------- | ----------------- | ------------------------------------------- |
| Osmifinále (posledních 16 týmů) | AC Sparta Praha   | 1999–2000, 2001–02, 2003–04                 |
| Skupinová fáze                  | AC Sparta Praha   | 1997–98, 2000–01, 2004–05, 2005–06, 2024–25 |
| Skupinová fáze                  | SK Slavia Praha   | 2007–08, 2019–20                            |
| Skupinová fáze                  | FC Viktoria Plzeň | 2011–12, 2013–14, 2018–19, 2022–23          |

### Liga mistrů – hráči
Česká republika má celkem 4 hráče, kteří vyhráli Ligu mistrů během působení v zahraničních klubech.
| Ročník  | Jméno hráče       | Tým          |
| ------- | ----------------- | ------------ |
| 2004/05 | Milan Baroš       | Liverpool FC |
| 2004/05 | Vladimír Šmicer   | Liverpool FC |
| 2006/07 | Marek Jankulovski | AC Milán     |
| 2011/12 | Petr Čech         | Chelsea FC   |